# Ascalenia
Ascalenia é um gênero de traça pertencente à família Cosmopterigidae.